# Catostylus mosaicus
Catostylus mosaicus is een schijfkwal uit de familie Catostylidae. De kwal komt uit het geslacht Catostylus. Catostylus mosaicus werd voor het eerst wetenschappelijk beschreven door Quoy & Gaimard. 